# Ryanodine
La ryanodine est un alcaloïde extrait de plantes telles que Ryania speciosa (Salicaceae).
Cette molécule modifie le fonctionnement de certains canaux calciques intracellulaires comme ceux portés par le réticulum sarcoplasmique et appelés récepteurs de la ryanodine (RyR).
- À faibles concentrations (<10 µM), la ryanodine stimule l'ouverture des canaux, ce qui cause la sortie du calcium des réserves et augmente le calcium cytosolique.
- À fortes concentrations (>100 µM), la ryanodine inhibe les canaux. Ces récepteurs-canaux sont aussi impliqués dans la liaison physique entre le réticulum sarcoplasmique et les tubules transverses dans les muscles striés squelettiques exclusivement.